# Mattias Zachrisson
Mattias Zachrisson (Huddinge, 22 agosto 1990) è un ex pallamanista svedese.

## Palmarès

### Olimpiadi
- 1 medaglia:
  - 1 argento (Londra 2012)

### Europei
- 1 medaglia:
  - 1 argento (Croazia 2018)